# Coracina ingens
El oruguero de la Manus (Coracina ingens) es una especie de ave paseriforme en la familia Campephagidae.  Se lo encuentra en las islas del Almirantazgo.  Sus hábitats naturales son los bosques bajos húmedos subtropicales o tropicales, los manglares subtropicales o tropicales, y los bosques montanos húmedos subtropicales o tropicales. Antiguamente era considerado una subespecie del Coracina papuensis.